# 黃虹銘
黃虹銘（英語：Wong Hung Ming，1990年11月5日—），法律博士，執業律師，為香港第六屆屯門區議會悅湖選區區議員。

## 學歷
黃虹銘在會考後到美國威斯康辛大學麥迪遜分校留學並獲頒政治科學及經濟雙學士學位，其後在香港中文大學修讀法律博士通過pcll法律專業文憑考試。
- 威斯康辛大學麥迪遜分校政治及經濟雙學士(B.A.)
- 香港中文大學法律博士(J.D.)
- 香港中文大學法學專業證書(Pcll)

## 參與選舉

### 2019年香港區議會選舉
2019年香港區議會選舉，爭取連任的時任民建聯區議員張恒輝與擁有法律博士學位的黃虹銘律師爭奪議席，結果黃虹銘取得超過六成三選票當選。

## 資料來源與註釋
1. ↑  . 動映地帶. 2018-12-03  [2019-03-04]. （原始内容存档于2019-09-13）.
2. ↑  . 香港01.   [2016-12-21]. （原始内容存档于2017-05-15） （中文（香港））.